# Ривоцини (Вармінсько-Мазурське воєводство)
Ривоцини (пол. Rywociny, нім. Rywoczin) — село в Польщі, у гміні Дзялдово Дзялдовського повіту Вармінсько-Мазурського воєводства.
Населення — 87 осіб (2011).

## Демографія
Демографічна структура станом на 31 березня 2011 року:
|          | Загалом | Допрацездатний вік | Працездатний вік | Постпрацездатний вік |
| -------- | ------- | ------------------ | ---------------- | -------------------- |
| Чоловіки | 44      | 7                  | 28               | 9                    |
| Жінки    | 43      | 5                  | 27               | 11                   |
| Разом    | 87      | 12                 | 55               | 20                   |